# لمطه
لمطه (به عربی: لمطة) یک شهرک در تونس است که در استان منستیر واقع شده‌است. لمطه ۵٬۷۹۰ نفر جمعیت دارد.